# やえがしなおこ
やえがし なおこ（1965年 - ）は、日本の作家、児童文学作家。民話の研究会会員。

## 略歴
大阪府生まれ。立命館大学文学部卒業。「びわの実ノート」（松谷みよ子責任編集）童話教室で童話を学ぶ（27号から33号終刊まで同誌同人）。岩手県北上市在住。全国高校生★童話大賞、審査員。

## 受賞歴など
- 「山のうえのガラー」
  - 2000年 第53回 岩手芸術祭児童文学部門芸術祭賞 受賞[9]
- 「かや野のきつね」
  - 2003年 第56回 岩手芸術祭児童文学部門奨励賞 受賞[9]
- 『雪の林』
  - 2005年 第15回 椋鳩十児童文学賞 受賞[10]
  - 2005年 第23回 新美南吉児童文学賞 受賞[11]

## 作品リスト

### 単著
- 雪の林（ポプラ社 2004年12月）ISBN 4-591-08356-X 《絵:菅野由貴子》
- どっから太郎と風の笛（ポプラ社 2007年4月）ISBN 978-4-591-09750-2 《絵:吉田尚令》
- ペチカはぼうぼう猫はまんまる（ポプラ社  2008年1月）ISBN 978-4-591-09982-7 《絵:篠崎三朗》
  - 【再刊】ペチカはぼうぼう猫はまんまる（ポプラ文庫ピュアフル 2017年9月） ISBN 978-4-591-15572-1 ＊2008年刊の挿絵を変更
- ザグドガ森のおばけたち（アリス館  2009年7月）ISBN 978-4-7520-0448-6 《絵:大野舞》
- なぞなぞうさぎのふしぎなとびら（岩崎書店 2009年12月）ISBN 978-4-265-05773-3 《絵:ほりかわりまこ》

くまのごろりんシリーズ
- くまのごろりん まほうにちゅうい（岩崎書店 2011年5月）ISBN 978-4-265-06289-8 《絵:ミヤハラヨウコ》
- くまのごろりん あまやどり（岩崎書店 2012年2月）ISBN 978-4-265-06294-2 《絵:ミヤハラヨウコ》
- くまのごろりんと川のひみつ（岩崎書店 2013年7月）ISBN 978-4-265-06719-0 《絵:ミヤハラヨウコ》

絵本
- ならの木のみた夢（アリス館 2013年7月）ISBN 978-4-7520-0631-2 《絵:平澤朋子》
- はるがくれたハンカチ（WAVE出版 2014年3月）ISBN 978-4-87290-909-8 《絵:猫野ぺすか》
- にしきのなかの馬（童心社 2015年3月）ISBN 978-4-494-01546-7 《絵:つかさおさむ》
- 白い花びら（岩崎書店 2017年2月）ISBN 978-4-265-83043-5 《絵:佐竹美保》

紙芝居
- ちょうちんおばけ（童心社 2012年7月）ISBN 978-4-494-07994-0 《絵:市居みか》
- なきむしあんちゃ（童心社 2013年11月）ISBN 978-4-494-09171-3 《絵:伊藤秀男》
- いたずらかっぱのきずぐすり（童心社 2016年7月）ISBN 978-4-494-08047-2 《絵:篠崎三朗》
- さんごのくにのおきゃくさま（童心社 2016年8月）ISBN 978-4-494-09237-6 《絵:くすはら順子》
- おっきなおにぎりちっさなおにぎり（童心社 2017年12月）ISBN 978-4-494-09268-0 《絵:わかやましずこ》

### アンソロジー
「」内がやえがしなおこの作品
- おねぼうなめざまし びわの実ノート傑作選1（ポプラ社 2004年12月）ISBN 4-591-08193-1 《絵:やべみつのり》「トンピラ山のうさぎ」
- 放課後の怪談 3（偕成社  2009年2月）ISBN 978-4-03-538830-2 「いなくなった猫」
- わがまま魔女の大修行 マジカル★ストリート3（偕成社 2011年3月）ISBN 978-4-03-538930-9 《絵:カタノトモコ》「庭の魔法コンサート」
- あなたのとなりにある不思議  ざわざわ編（ポプラ社 2017年3月）ISBN 978-4-591-15405-2 「ばあちゃんのひみつ」
- 不思議に会いたい（偕成社 2018年3月）ISBN 978-4-03-539740-3 「雪の林」

妖怪ホテルシリーズ
- 山の妖怪ホテル（ポプラ社 2010年7月）ISBN 978-4-591-11956-3 《絵:マスリラ》「ばけだぬき」
- 地下の妖怪ホテル（ポプラ社 2010年9月）ISBN 978-4-591-12047-7 《絵:マスリラ》「もうひとつの村」
- 猫の妖怪ホテル（ポプラ社 2011年2月）ISBN 978-4-591-12259-4 《絵:マスリラ》「矢を数える猫」
- 沼の妖怪ホテル（ポプラ社 2011年11月）ISBN 978-4-591-12643-1 《絵:マスリラ》「沼の悲しいなき声」
- 花の妖怪ホテル（ポプラ社 2012年3月）ISBN 978-4-591-12735-3 《絵:マスリラ》「毒きのこ」

### その他書籍
- 飛ぶ教室 2015年冬号（光村図書出版 2015年1月）ISBN 978-4-89528-846-0 《絵：西淑》「さんごいろの雲」
- 日本児童文学 2006年9,10月号（小峰書店 2006年9月）ISSN 0549-3358 《絵：田代知子》「ならの木のみた夢」